# 谭剑飞
谭剑飞（1989年—），笔名为因，广西灵山人，中国诗人。
2012年起开始诗歌创作，在新诗经、中国作家网、诗歌周刊、新疆文学网、诗选刊、中国微博诗选刊创刊号、中国微诗体年鉴2013年卷、台湾好报（台湾新闻报）等报刊杂志选本与文学网站大量发表诗歌作品。曾获得第六届珠江国际诗歌艺术节社区微诗大赛优秀奖，中国网路文学精品2013年选二等奖。出版诗集《世纪忧郁》。